# Persea povedae
Persea povedae är en lagerväxtart som beskrevs av W. Burger. Persea povedae ingår i släktet avokador, och familjen lagerväxter. Inga underarter finns listade i Catalogue of Life.